# 6656 Yokota
6656 Yokota (1992 FF) là một tiểu hành tinh vành đai chính được phát hiện ngày 23 tháng 3 năm 1992 bởi K. Endate và K. Watanabe ở Kitami.